# 1998 QB106
1998 QB106 är en asteroid i huvudbältet som upptäcktes den 25 augusti 1998 av den belgiske astronomen Eric W. Elst vid La Silla-observatoriet.